# Phacelia indecora
Phacelia indecora är en strävbladig växtart som beskrevs av Howell. Phacelia indecora ingår i Faceliasläktet som ingår i familjen strävbladiga växter. Inga underarter finns listade i Catalogue of Life.